# Simon Hantaï
Simon Hantaï (Biatorbágy, 7 december 1922 – Parijs, 12 september 1985), was een Hongaars-Franse abstracte schilder. 
Hij studeerde Schone Kunsten in Boedapest, Italië en Frankrijk.
Hij is de vader van de muzikanten Marc, Jérôme en Pierre Hantaï.

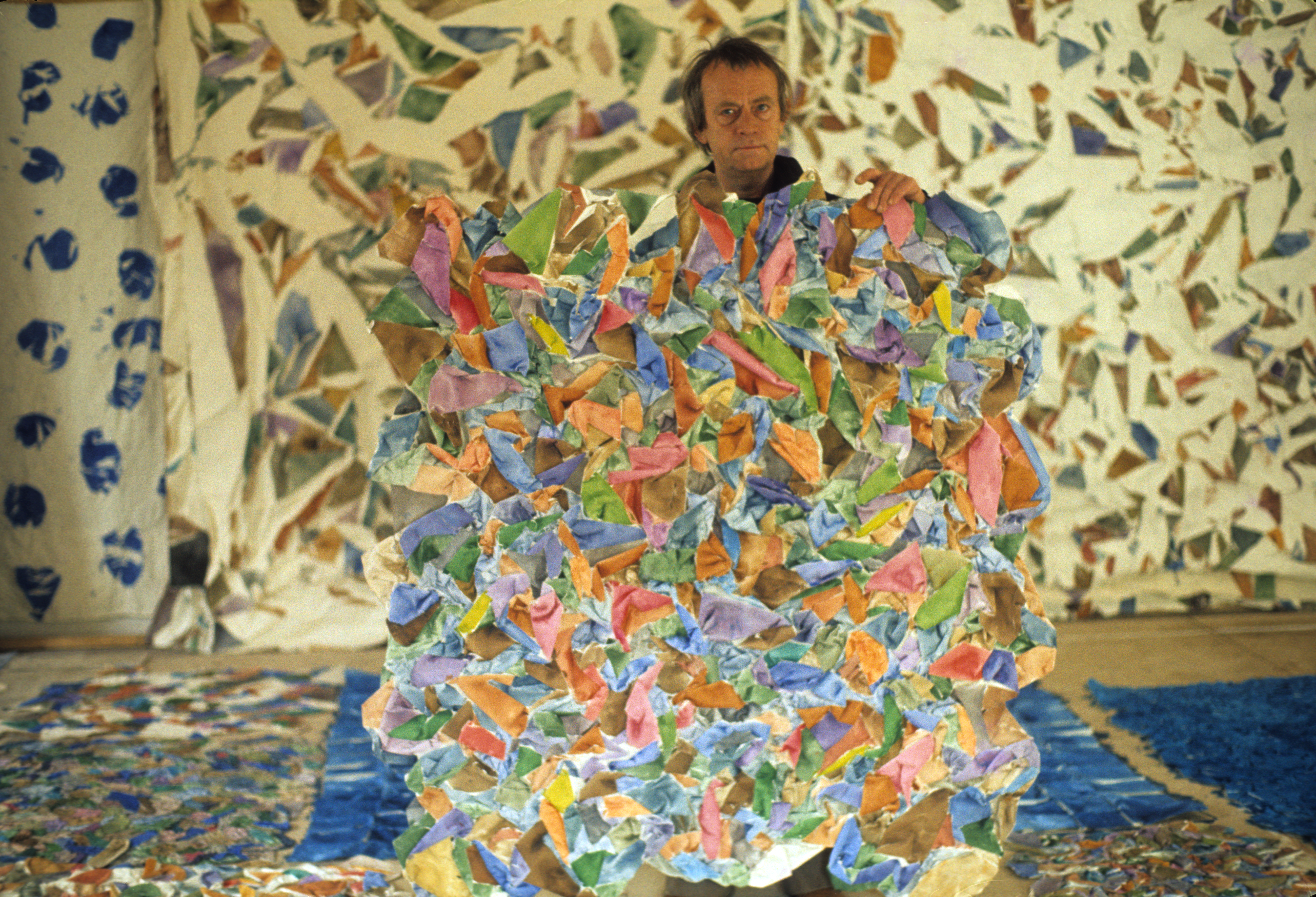
Hantai in 1974

.
- Bibsys: 90356784
- Bibliothèque nationale de France: cb11954781m (data)
- Gemeinsame Normdatei: 119260557
- International Standard Name Identifier: 0000 0000 8343 9377
- Library of Congress Control Number: n50019134
- Nationale Bibliotheek van Tsjechië: jo20231199229
- Nationale Bibliotheek van Israël: 987007499289005171
- Nederlandse Thesaurus van Auteursnamen: 202240088
- RKD-Nederlands Instituut voor Kunstgeschiedenis: 35918
- SNAC: w6rf6kjm
- Système universitaire de documentation: 027526283
- Union List of Artist Names: 500024642
- Virtual International Authority File: 59091242
- WorldCat: E39PBJtX6dtdfxRGDYqtJvHHmd